# Mosche Schamir

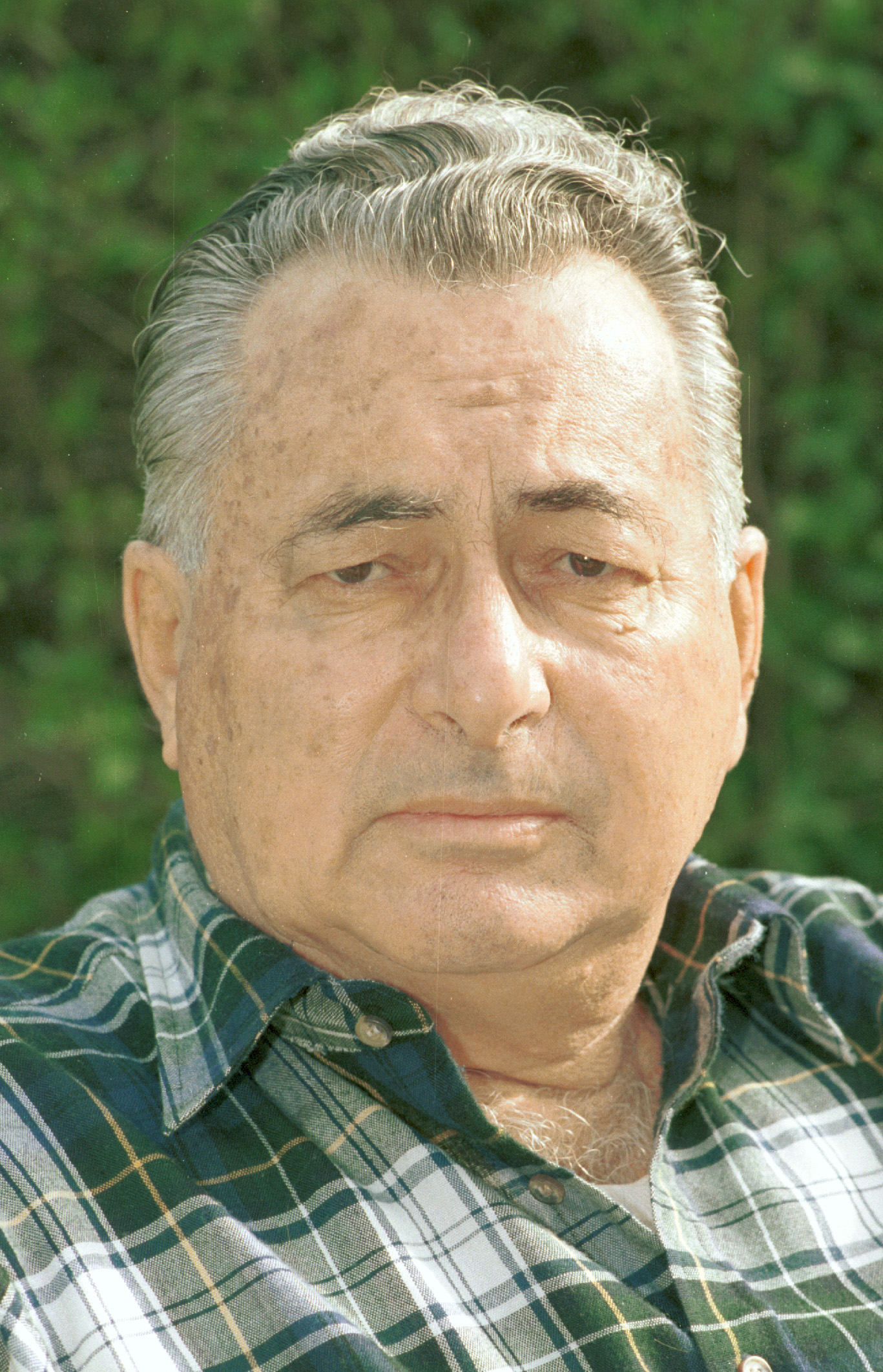
Mosche Schamir (1991)

Mosche Schamir (hebräisch משה שמיר; geboren 15. September 1921 in Safed, Völkerbundsmandat für Palästina; gestorben 20. August 2004 in Rischon LeZion) war ein israelischer Schriftsteller.

## Leben
Bekannt wurde Mosche Schamir durch seinen 1951 erschienenen Roman Ein König aus Fleisch und Blut, einen historischen Roman über den Hasmonäerkönig Alexander Jannäus. Schamir schrieb auch Kinder- und Jugendbücher sowie Theaterstücke. Sein Stück Er ging in die Felder (He went in the Fields) über den Unabhängigkeitskrieg des Staates Israel wurde am 31. Mai 1948 in Tel Aviv uraufgeführt – es war die erste Premiere eines Stückes nach der Proklamierung der Unabhängigkeit des Staates. Sein Stück Der Erbe über den Eichmann-Prozess in Jerusalem wurde 2001 in einer deutschen Übersetzung von Matthias Morgenstern im Stadttheater Heilbronn uraufgeführt.
In seinen jüngeren Jahren war Mosche Schamir, der als Vertreter der „1948er Generation“ gilt, politisch eher links einzuordnen. Er sympathisierte mit der Mapam. Nach dem Sechstagekrieg 1967 trat er der Bewegung für ein Großisrael bei, die die im Krieg eroberten Gebiete annektieren wollte und die später eine Fraktion des sich gründenden Likud wurde. Er wurde in die Knesset gewählt und lehnte den Friedensvertrag mit Ägypten ab. Anschließend gründete er die Rechtsaußenpartei Techija mit.

## Auszeichnungen
- 1955: Bialik-Preis
- 1988: Israel-Preis im Gebiet Hebräische Literatur
- 2002: ACUM-Preis für sein Lebenswerk

## Übersetzungen
- Judith unter den Aussätzigen. Aus dem Hebräischen von Matthias Morgenstern in: Judaistik im Kontext. Eine west-östliche Anthologie mit Übersetzungen aus sechs Sprachen. Professor Dr. Stefan Schreiner zum 60. Geburtstag. Tübingen 2007, S. 152–219.